# مولینا آترنو
مولینا آترنو (به ایتالیایی: Molina Aterno) یک کومونه در ایتالیا است که در استان لاکویلا واقع شده‌است.

## خصوصیات
مولینا آترنو ۱۱٫۸۴ کیلومترمربع مساحت و ۴۲۹ نفر جمعیت دارد و ۵۱۲ متر بالاتر از سطح دریا واقع شده‌است.